# Bahnstrecke Schwarze Pumpe–Knappenrode
| |                      |                                         |                                         |
| Streckenlänge: | 43 km                |                                         |                                         |
| Spurweite: | 1435 mm (Normalspur) |                                         |                                         |
| Stromsystem: | 2400 V =             |                                         |                                         |
| Streckengeschwindigkeit: | 30 km/h              |                                         |                                         |
| |                      |                                         |                                         |
| \| \| \| von Werkbahn Gaskombinat Schwarze Pumpe \| \| \| \| 0,00 \| Schwarze Pumpe \| 115m \| \| \| 0,8 \| Bahnstrecke Knappenrode–Sornoer Buden \| 115m \| \| \| 2,75 \| Lausitzer Grubenbahn[1] \| Lausitzer Grubenbahn[1] \| \| \| 4,26 \| Kleine Spree \| 110,6m \| \| \| 4,35 \| Tagebau Burghammer \| 115m \| \| \| 5,21 \| Bahnstrecke Knappenrode–Sornoer Buden[2] \| Bahnstrecke Knappenrode–Sornoer Buden[2] \| \| \| 6,04 \| Spree \| 109m \| \| \| 7,67 \| Bahnstrecke Spreewitz–Graustein[3] \| 124,2m \| \| \| 10,25 \| Anst Umspannwerk/Betonwerk (1600m) \| Anst Umspannwerk/Betonwerk (1600m) \| \| \| 11,24 \| Struga \| 120,5m \| \| \| 11,60 \| Betriebsbahnhof Mulkwitz[4] \| 121m \| \| \| 11,61 \| zum Tagebau Nochten \| zum Tagebau Nochten \| \| \| 23,09 \| zum Kraftwerk Boxberg \| zum Kraftwerk Boxberg \| \| \| 24,93 \| Schwarzer Schöps[5] \| Schwarzer Schöps[5] \| \| \| 26,62 \| Spree \| Spree \| \| \| 28,80 \| Anschlussgleis Klärwerk (3500 m) \| Anschlussgleis Klärwerk (3500 m) \| \| \| 29,15 \| Betriebsbahnhof Bärwalde \| Betriebsbahnhof Bärwalde \| \| \| 30,8 \| Betriebsbahnhof Lippen \| Betriebsbahnhof Lippen \| \| \| 34,95 \| Tagebau Dreiweibern (1984–1989) \| Tagebau Dreiweibern (1984–1989) \| \| \| 35,30 \| Anst. Umspannwerk (1100 m) \| Anst. Umspannwerk (1100 m) \| \| \| 38,01 \| Bahnstrecke Węgliniec–Roßlau[6] \| Bahnstrecke Węgliniec–Roßlau[6] \| \| \| 38,3 \| Betriebsbahnhof Lohsa \| Betriebsbahnhof Lohsa \| \| \| 40,1 \| Anst. Wasserwerk Mortka \| Anst. Wasserwerk Mortka \| \| \| 40,48 \| Bahnstrecke Königswartha–Weißkollm[7] \| Bahnstrecke Königswartha–Weißkollm[7] \| \| \| 43,00 \| Güterbahnhof der Grubenbahn Knappenrode \| Güterbahnhof der Grubenbahn Knappenrode \| \| \| \| zur Brikettfabrik \| \| |                      |                                         |                                         |
| Strecke |                      | von Werkbahn Gaskombinat Schwarze Pumpe | von Werkbahn Gaskombinat Schwarze Pumpe |
| Abzweig geradeaus und ehemals von links | 0,00                 | Schwarze Pumpe                          | 115m                                    |
| Abzweig geradeaus und nach rechts | 0,8                  | Bahnstrecke Knappenrode–Sornoer Buden   | 115m                                    |
| Kreuzung geradeaus oben | 2,75                 | Lausitzer Grubenbahn                    | Lausitzer Grubenbahn                    |
| Brücke über Wasserlauf | 4,26                 | Kleine Spree                            | 110,6m                                  |
| Abzweig geradeaus und ehemals nach rechts | 4,35                 | Tagebau Burghammer                      | 115m                                    |
| Kreuzung geradeaus unten | 5,21                 | Bahnstrecke Knappenrode–Sornoer Buden   | Bahnstrecke Knappenrode–Sornoer Buden   |
| Brücke über Wasserlauf | 6,04                 | Spree                                   | 109m                                    |
| Kreuzung geradeaus oben | 7,67                 | Bahnstrecke Spreewitz–Graustein         | 124,2m                                  |
| Abzweig geradeaus und ehemals nach links | 10,25                | Anst Umspannwerk/Betonwerk (1600m)      | Anst Umspannwerk/Betonwerk (1600m)      |
| Brücke über Wasserlauf | 11,24                | Struga                                  | 120,5m                                  |
| ehemaliger Dienststation / Betriebs- oder Güterbahnhof | 11,60                | Betriebsbahnhof Mulkwitz                | 121m                                    |
| Abzweig geradeaus und nach links | 11,61                | zum Tagebau Nochten                     | zum Tagebau Nochten                     |
| Abzweig ehemals geradeaus und nach links | 23,09                | zum Kraftwerk Boxberg                   | zum Kraftwerk Boxberg                   |
| Brücke über Wasserlauf (Strecke außer Betrieb) | 24,93                | Schwarzer Schöps                        | Schwarzer Schöps                        |
| Brücke über Wasserlauf (Strecke außer Betrieb) | 26,62                | Spree                                   | Spree                                   |
| Abzweig geradeaus und nach links (Strecke außer Betrieb) | 28,80                | Anschlussgleis Klärwerk (3500 m)        | Anschlussgleis Klärwerk (3500 m)        |
| Dienststation / Betriebs- oder Güterbahnhof (Strecke außer Betrieb) | 29,15                | Betriebsbahnhof Bärwalde                | Betriebsbahnhof Bärwalde                |
| Dienststation / Betriebs- oder Güterbahnhof (Strecke außer Betrieb) | 30,8                 | Betriebsbahnhof Lippen                  | Betriebsbahnhof Lippen                  |
| Abzweig geradeaus und von rechts (Strecke außer Betrieb) | 34,95                | Tagebau Dreiweibern (1984–1989)         | Tagebau Dreiweibern (1984–1989)         |
| Abzweig geradeaus und nach links (Strecke außer Betrieb) | 35,30                | Anst. Umspannwerk (1100 m)              | Anst. Umspannwerk (1100 m)              |
| Kreuzung geradeaus unten (Strecke geradeaus außer Betrieb) | 38,01                | Bahnstrecke Węgliniec–Roßlau            | Bahnstrecke Węgliniec–Roßlau            |
| Dienststation / Betriebs- oder Güterbahnhof (Strecke außer Betrieb) | 38,3                 | Betriebsbahnhof Lohsa                   | Betriebsbahnhof Lohsa                   |
| Abzweig geradeaus und nach links (Strecke außer Betrieb) | 40,1                 | Anst. Wasserwerk Mortka                 | Anst. Wasserwerk Mortka                 |
| Kreuzung geradeaus oben (Strecken außer Betrieb) | 40,48                | Bahnstrecke Königswartha–Weißkollm      | Bahnstrecke Königswartha–Weißkollm      |
| Dienststation / Betriebs- oder Güterbahnhof (Strecke außer Betrieb) | 43,00                | Güterbahnhof der Grubenbahn Knappenrode | Güterbahnhof der Grubenbahn Knappenrode |
| Strecke (außer Betrieb) |                      | zur Brikettfabrik                       | zur Brikettfabrik                       |

Die Bahnstrecke Schwarze Pumpe–Knappenrode ist eine normalspurige elektrische Förderbahn der Lausitzer Grubenbahn. Sie berührt die heutigen Ortsbereiche von Schwarze Pumpe, Mulkwitz, Sprey und Boxberg. Sie entstand 1960 und ist mit 2400 V Gleichspannung elektrifiziert. Vor 1992 ging die Strecke weiter an Bärwalde, Lippen, Lohsa, Mortka zur Brikettfabrik Knappenrode. Heute dient die Strecke hauptsächlich als Verbindungsbahn zwischen dem Kraftwerk Boxberg, dem Tagebau Nochten und dem Industriepark Schwarze Pumpe.

## Geschichte

### Entstehung

Darstellung der Werkbahn Vattenfall auf der Karte der Bahnstrecke Spreewitz–Graustein

Ursprünglich waren die Kohlenbahnen im Lausitzer Braunkohlerevier in Schmalspur mit 900 mm Spurweite angelegt. So auch in Knappenrode, wo vor dem Zweiten Weltkrieg ein Werkbahnnetz bestand, das damals von der Brikettfabrik Knappenrode und dem Tagebau Knappenrode fast bis Lohsa führte.
Ende der 1950er Jahre wurden die meisten der damals bestehenden Strecken und Anschlussbahnen auf Normalspur umgebaut, so auch der Abschnitt von der Brikettfabrik Knappenrode zum Bahnhof Knappenrode der ehemaligen schmalspurigen Bahnlinie Bluno-Knappenrode. Außerdem wurde in den 1960er Jahren die Errichtung des Kraftwerkes Boxberg begonnen. Zur stabilen Kohleversorgung wurden neben dem Tagebau Bärwalde und dem Tagebau Nochten weitere Abbaugebiete benötigt. 1971 ging die Trasse Knappenrode–Boxberg zweigleisig in Betrieb. Auch der Anschluss des Gaskombinates Schwarze Pumpe zum Tagebau Nochten mit der Verbindungsbahn nach Boxberg wurde um die Zeit angelegt.
Der an der Strecke gelegene Tagebau Dreiweibern wurde 1981 angeschlossen, lediglich von 1984 bis 1989 war dieser in Betrieb. Die Streckenführung Mulkwitz–Boxberg hatte ursprünglich einen anderen Verlauf direkt an der K9281, heute führt sie am Rand des Tagebaues entlang.

### Weiterführung nach 1990
Nach dem Auskohlen vieler Förderstellen und Schließung vieler Strukturbetriebe wie der Brikettfabrik Knappenrode wurden mehrere Bahnstrecken überflüssig, darunter nach 1995 die Strecke Knappenrode–Boxberg. Der Anschluss zum Tagebau Bärwalde wurde abgetragen und ist heute Bestandteil des um den Bärwalder See führenden Fahrradweges. Als Stammstrecke dient seit den 1970er Jahren die Strecke von Schwarze Pumpe über Mulkwitz zum Tagebau Nochten und in ihrer heutigen Form auch die Strecke von Mulkwitz nach Boxberg. Die Strecken waren von Anfang an mit einer Oberleitung 2400 V Gleichspannung elektrifiziert. Die Zugförderung wird von der LEW EL 2 übernommen.